# Lissominae
Die Lissominae sind eine weltweit verbreitete Unterfamilie der Schnellkäfer (Elateridae). Sie umfasst etwa 150 Arten in 10 Gattungen.

## Taxonomie und Systematik
Die Unterfamilie umfasst nach einer erweiterten Definition nach Leschen, Beutel & Lawrence (2010) folgende vier Tribus:
- Lissomini Laporte, 1835
- Oestodini Hyslop, 1917
- Protelaterini Schwarz, 1902
- Austrelater Calder & Lawrence, 1993

Die Gattung Oestodes wird normalerweise als monophyletische Gruppe innerhalb der Protelaterini betrachtet. Die Ähnlichkeiten der letzteren ohne die Gattung Oestodes mit der Tribus Lissomini beschränken sich jedoch hauptsächlich auf Merkmale der Larven, wie etwa das eingebuchtete Clypeolabrum, ein großes, komplexes Retinaculum und die Ausbildung von speziellen beweglichen Dornen am Rücken. Crowson (1961) schlug vor, dass die Gattung Drapetes innerhalb die Familie der Schnellkäfer zu stellen, beließ die Gattung Lissomus jedoch bei der Familie Throscidae, wohingegen Burakowski (1975) in die Familie Lissomidae stellte. Costa et al. (1988) vermuteten anhand der Merkmale der Larven eine nahe Verwandtschaft von Lissomus mit der Gattung Semiotus. Aus der Unterfamilie ausgegliedert wurde die stark an die Lebensweise mit Termiten angepasste Art Neocrowsonia viatoricus, die von Kistner & Abdel-Galil (1986) anhand eines Hinweises von Crowsons in die Familie Throscidae gestellt wurde. Crowsons Hinweis war vermutlich auf dem Vorhandensein von gut entwickelten Tarsal-Lamellae gegründet, die sehr denen der Tribus Lissomini ähneln.

## Belege